# Yuri Stepánovich Nelédinski-Meletski
Yuri Stepánovich Nelédinski-Meletski (en ruso: Юрий Степанович Нелединский-Мелецкий) fue un noble político ruso, comandante de Yaroslavl.

## Biografía
Yuri nació a finales del siglo XVII y era el hijo menor del boyardo Stepán Petróvich Nelédinski-Meletski. Inició su servicio al Estado como stólnik de la zarina Praskovia Fiódorovna. En 1699 fue nombrado segundo juez de la Oficina (Prikaz) de las Caballerizas, en el que coincidió con el boyardo Tijón Streshnev. Bajo Pedro I ocupó el puesto de comandante superior de la ciudad de Yaroslavl y las localidades dependientes de ella. El 23 de marzo (3 de abril) de 1726 fue nombrado senador y el 27 de agosto (7 de septiembre) de ese año fue designado consejero privado civil. En 1727 se hallaba entre los cuarenta y siete firmantes del acta estatal que afirmaba la autenticidad del testamento de Catalina I. No se conoce el año de su muerte, pero en 1755 ya no estaba vivo. 

## Familia
Yuri Stepánovich Neledinski-Meletski se casó con Ana Ivánovna, nacida Talyzina, con quien tuvo un hijo, Aleksandr Yúrievich Nelédinski-Meletski.